# 羽鳥湖温泉
羽鳥湖温泉（はとりこおんせん）は、福島県岩瀬郡天栄村（旧国岩代国）にある温泉。

## 泉質
- アルカリ性単純泉
- 源泉温度 - ℃

## 温泉街
高原リゾート「羽鳥湖高原レジーナの森」内に日帰り入浴施設「彩光の湯」と「ガーデンスパ」がある。温泉は周辺のペンション2軒と別荘地にも供給されている。

## アクセス
- JR東北新幹線、新白河駅高原口より送迎バス、約30分。
- 東北自動車道、白河ICより国道4号、福島県道37号経由、約22km。